# 人的成長
人的成長（Human development）是指人發育到成年的過程。以生物學的觀點，是從一個細胞的受精卵成長到成人的過程。
有理由認為，人類成長、老化的速率從未改變，現代人跟古人老得一樣快。一篇2021年的研究指出，從古至今，人類老化的速度從未改變，而人類平均壽命延長，主要是因為嬰幼兒死亡率降低所致。

## 生物學的成長

### 一般層面

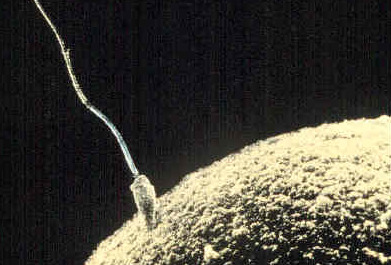
精子和卵子的受精

受精是指精子成功的進入卵子細胞核內。精子和卵子的遺傳物質融合，形成單一的細胞，稱為受精卵，開始了產前發育的受精卵期（germinal stage ）。受精卵期從受精開始，中間是早期的胚胎發育，最後是受精卵在子宮著床，時間大約有十天。
受精卵有完整的基因組，會發育成為胚胎（embryo）。簡單來說，胚胎發育有四個階段：桑葚胚期（morula stage）、囊胚期（bastula stage）、原腸胚期（gastrula stage）及神經胚期（neurula stage）。胚胎在著床之前，會有一層蛋白質的外膜，稱為透明帶，胚胎中會有一連串的細胞分裂，稱為有絲分裂。受精一週之後，胚胎在體積上沒有成長，但會離開透明帶，在母體子宮的內裡上著床。會引發蛻膜反應，子宮細胞增殖並包圍胚胎，從而使胚胎嵌入在子宮組織內。胚胎會成長，發育成胚胎組織和胚胎外組織（胎膜及胎盤）。對人類而言，胚胎發育到後期，會稱為胎兒（fetus）。胚胎到胎兒的分界常定義為受精8週之後。胎兒和胚胎相比，有更可以識別的外觀，以及一組在持續發育的體內器官。

### 不同成長的階段

产前发育階段

以下是各成長階段對應的大致年齡：
- 产前发育（從受精卵到出生）
  - 胚胎（英语：Human embryogenesis）（從受精到受精後八週）
    - 受精卵，受精後產生的單一細胞
    - 囊胚，在着床前的階段
    - 著床後的胚胎，受精後一至八週（孕龄三至十週）

  - 胎兒（懷孕十週到出生）

- 童年/亚成体（0到19歲）
  - 新生兒（出生到滿28天）
  - 嬰兒（零到12個月）
  - 學步期（1到3歲）
  - 遊戲期（3到5歲）

兒童成長的大略階段

美國女童的身高及年齡的關係

美國男童的身高及年齡的關係

  - 小学階段，也稱為中童期（middle childhood），青春期前（prepubescent）（6到11歲）
    - 小学（6到11歲）
    - 前青少年期（一般會稱為學童，約9至11歲）

  - 青少年 （12到18歲）
    - Peripuberty（8[5]至10歲[6]一直到15[6]至17歲[7]）
- 成年人（18歲以上）
  - 青壯年（18至39歲）
  - 中年（40至60歲）
  - 老年（60歲以上）
- 死亡（時間不確定）

可以用坦納分期來評定兒童的身體發育。